# Urelytrum agropyroides
Urelytrum agropyroides là một loài thực vật có hoa trong họ Hòa thảo. Loài này được (Hack.) Hack. miêu tả khoa học đầu tiên năm 1889.